# Vaszkó Ödön
Vaszkó Ödön (Pancsova, 1896. július 4. – Budapest, 1945. január 5.) magyar festő. Vaszkó Erzsébet bátyja. Felesége Burchard-Bélaváry István festő lánya volt, Burchard Bélaváry Alice, aki maga is ismert festő volt.

## Művészete
Szabadiskolákban és a budapesti Iparművészeti Főiskola tanfolyamán képezte magát. Festészetét, amely szoros rokonságban áll a korabeli német Neue Sachlichkeit, azaz „új tárgyilagosság” művészeti irányzatával, csak a 2010-es években fedezték fel újra. Termékeny alkotó periódusa mindössze egy évtizedre terjedt ki a 20. század húszas, harmincas éveiben. 1921-től állított ki rendszeresen, első önálló tárlata 1924-ben a Nemzeti Szalonban volt. 1927-től a Vaszary János vezette UME (Új Művészek Egyesülete) tagjaként számos hazai és külföldi kollektív tárlaton vett részt. 1929-ben elnyerte a genovai szépművészeti egyetem első díját. Egy Firenzét ábrázoló festményét megvásárolta a New York-i Whitney Múzeum. 1931-ben közös tárlaton vett részt a Tamás Galériában Barcsay Jenővel.
Ígéretes karrierje azonban hamarosan derékba tört. Az érzékeny idegzetű festő egzisztenciális okokból hivatali állás vállalására kényszerült. Le kellett mondania a festésről, majd idegállapota romlásával klinikára került, végül öngyilkos lett.
Vaszkó Ödön számos képén szerepel a kaktusz, a Neue Sachlichkeit csendéleteinek egyik kedvelt motívuma, amelynek előképe Giorgio Morandi 1917-ben festett Il Cactus című festménye volt, és a modern festészet kritikusai szerint lényegében a disszonáns, fenyegető emberi létre utalt. Ezt az ikonográfiát alkalmazta gyakran Vaszkó Ödön is. Az ablakpárkányon álló cserepes kaktusz a kint és a bent, a zárt és a nyitott, a harmonikus természet és a mesterséges világ között áll.

## Galéria

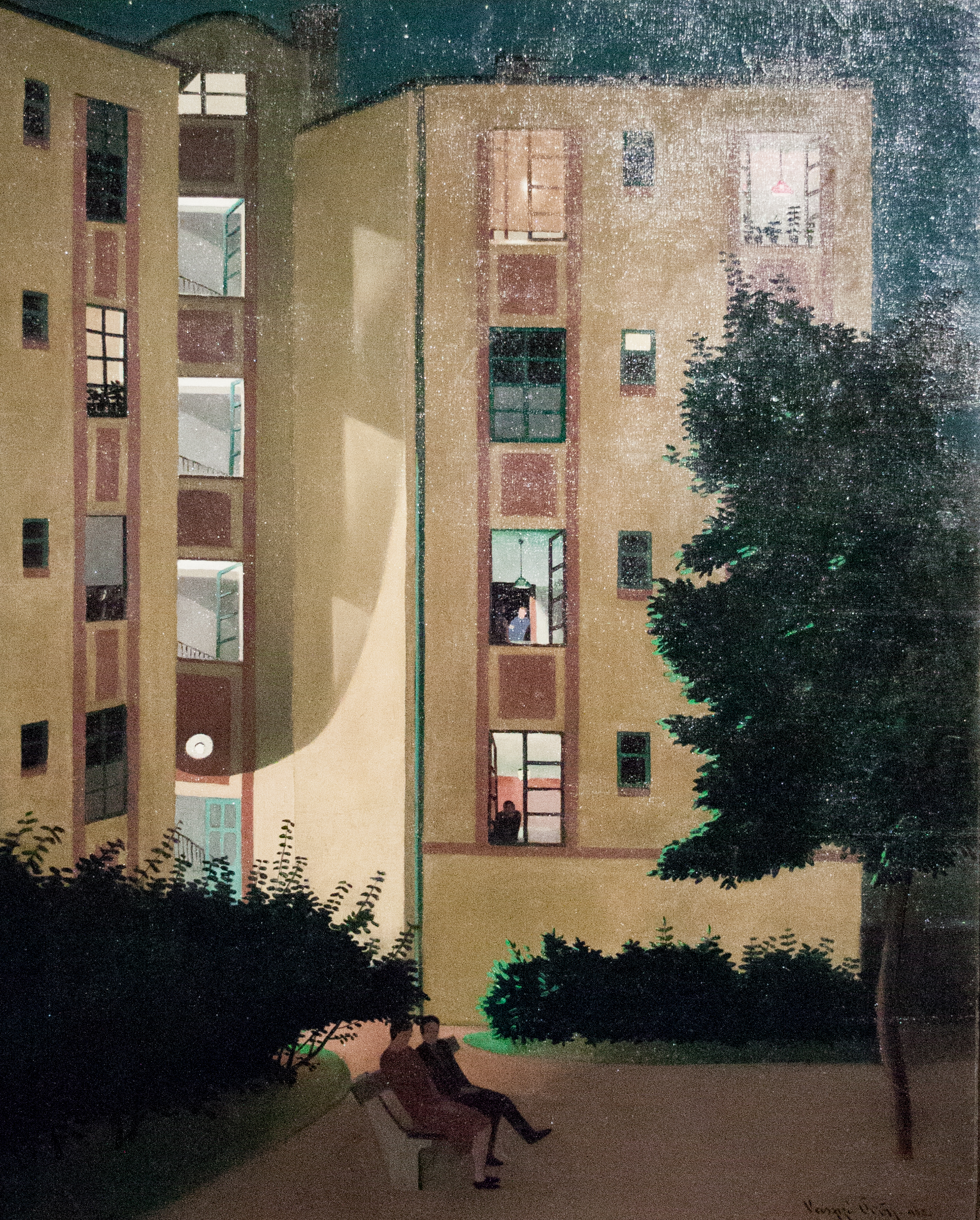
Bérház
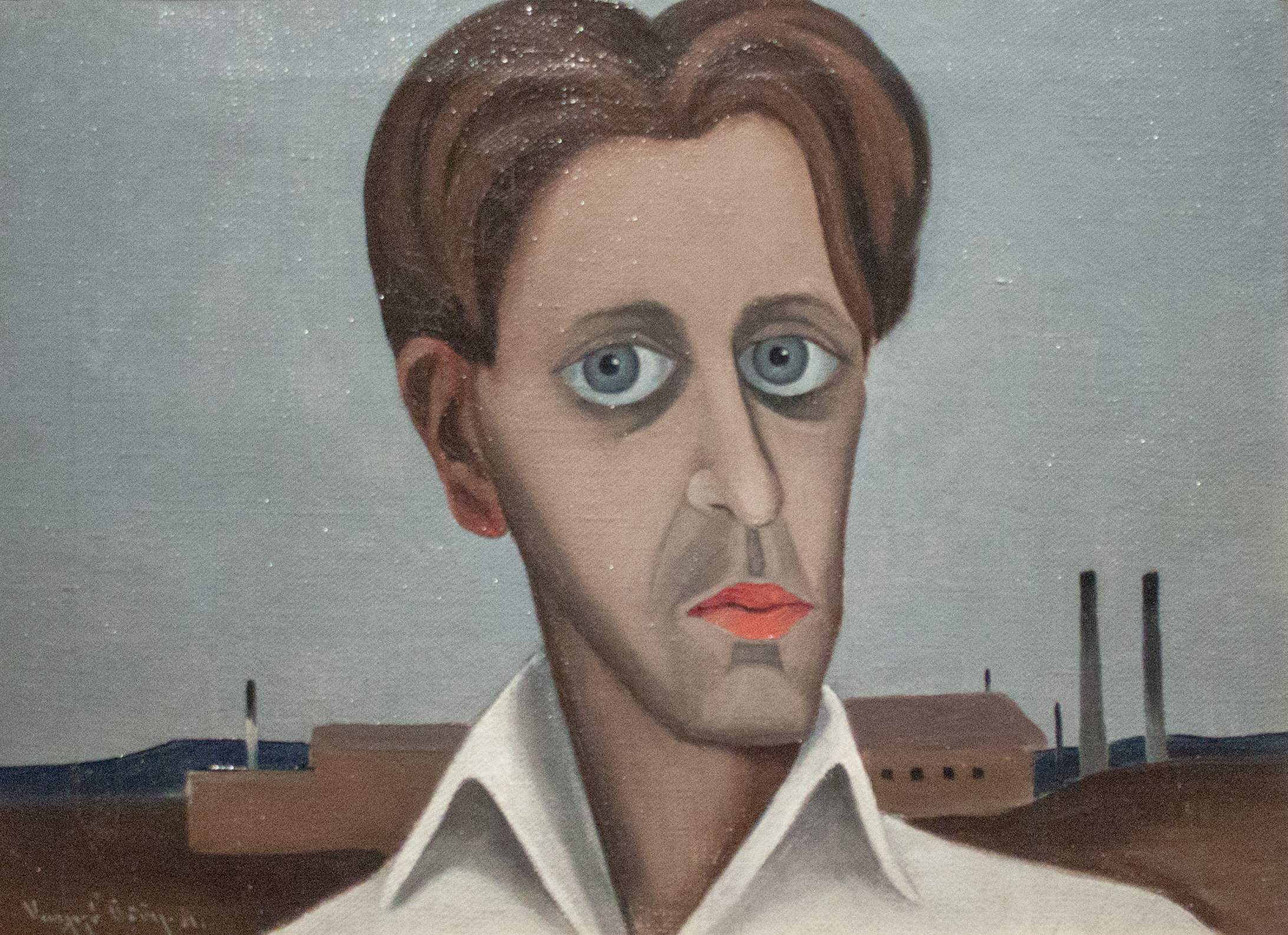
Önarckép
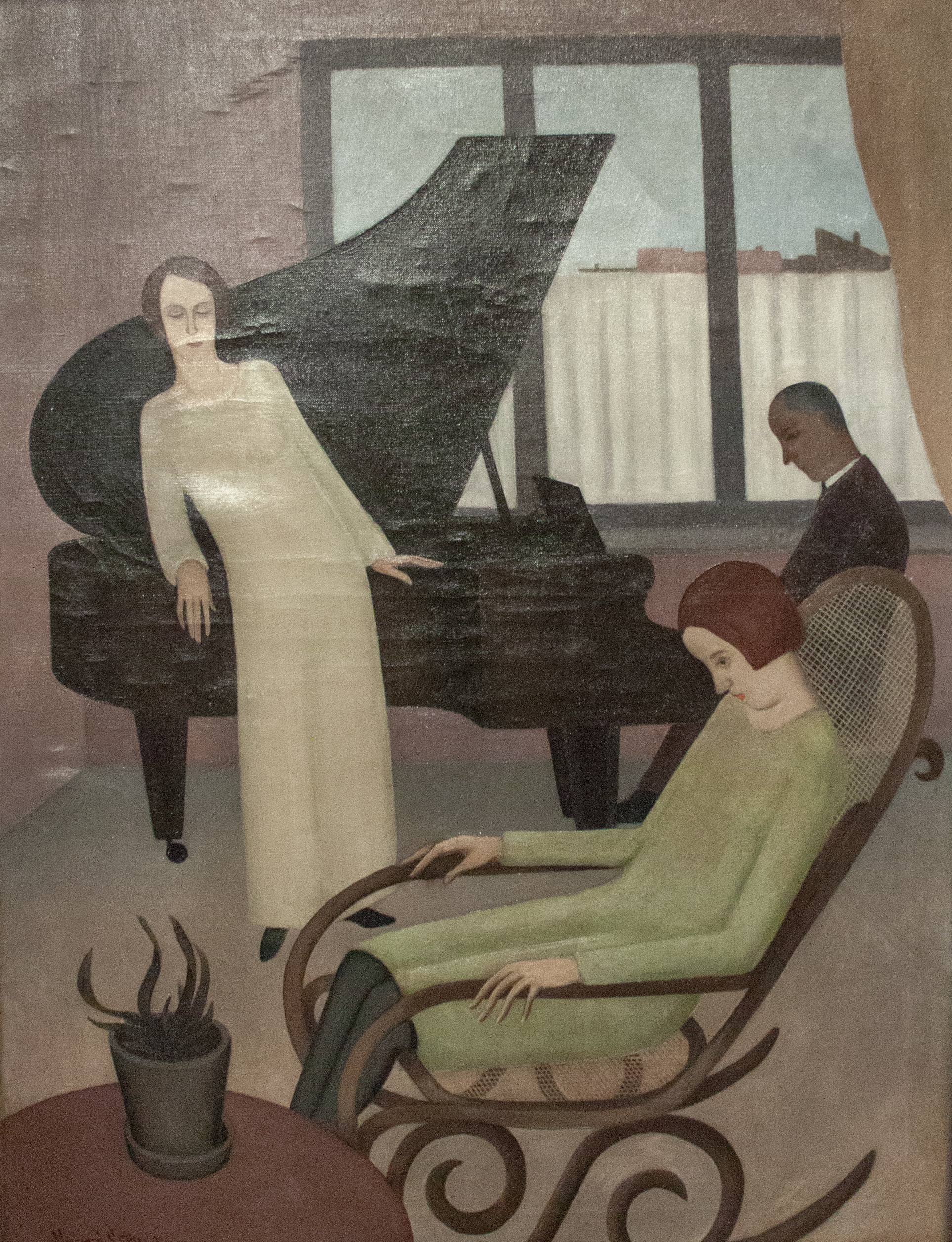
Koncert
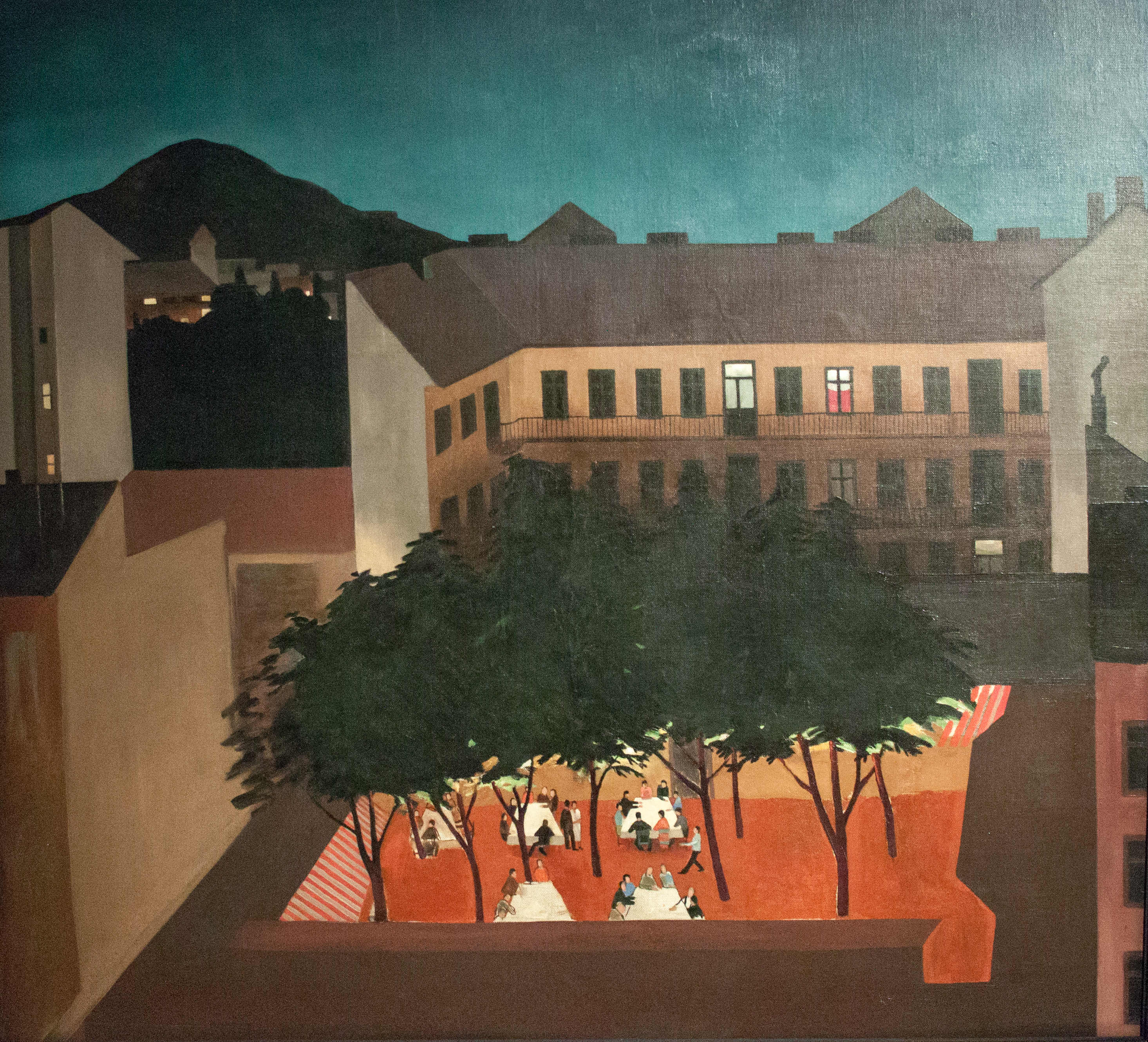
Budai kertvendéglő
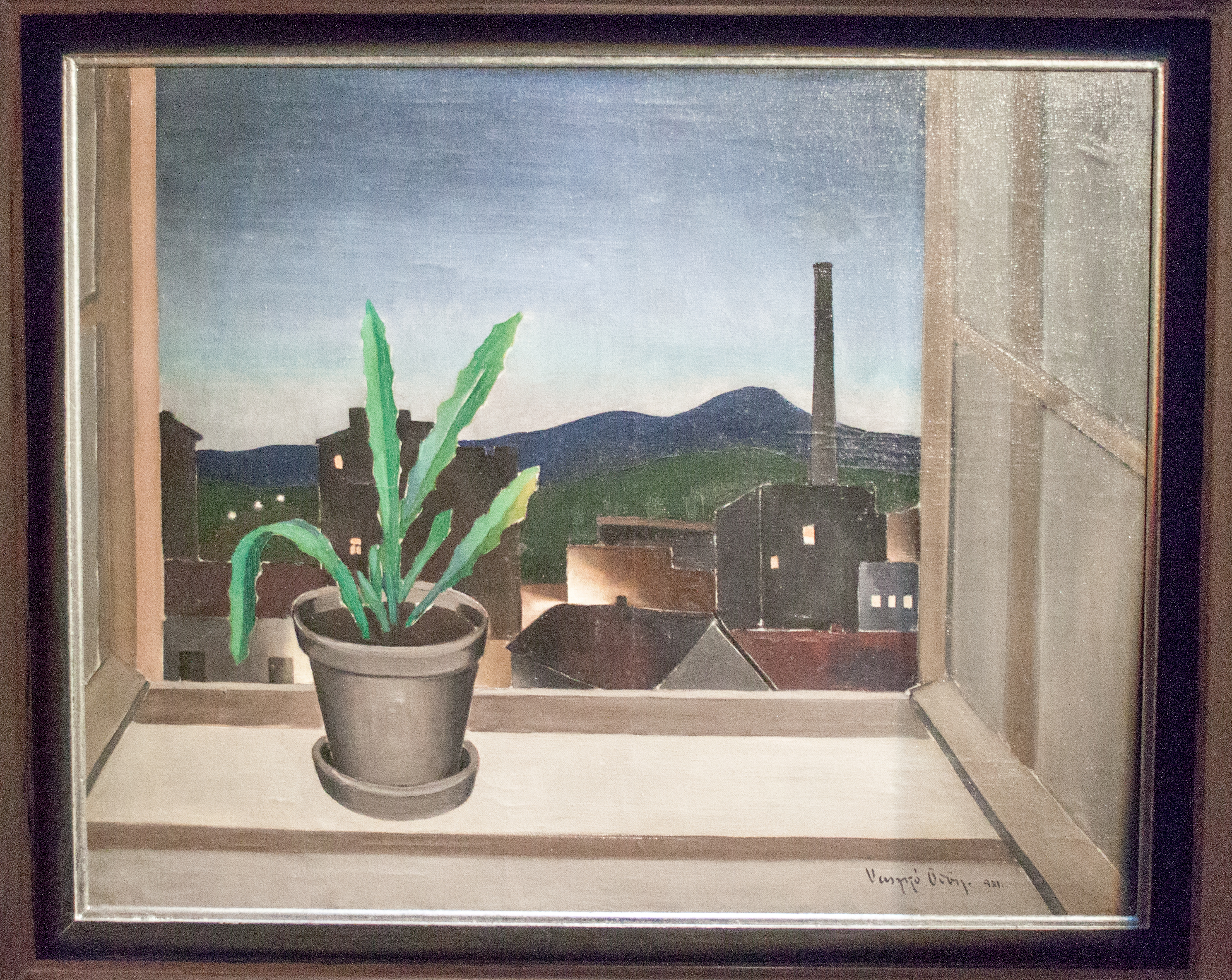
Nyitott ablak